# Hemileius brevilamellatus
Hemileius brevilamellatus är en kvalsterart som först beskrevs av Rainer Willmann 1931.  Hemileius brevilamellatus ingår i släktet Hemileius och familjen Hemileiidae. Inga underarter finns listade i Catalogue of Life.